# Coppa dell'Amicizia italo-svizzera 1968
Le partite della “Coppa dell’Amicizia” italo-svizzera 1968 si disputarono tutte in Svizzera tra l'11 e il 18 giugno.
L'edizione del torneo vide la partecipazione di tre squadre di club per nazione. Ciascuna delle partecipanti incontrava in un unico incontro due delle tre rappresentanti della nazione avversa. Fu vinta dalla SPAL.

## Incontri
| Squadra 1       | Squadra 2         | incontro unico |
| --------------- | ----------------- | -------------- |
| Aarau           | Atalanta          | 1 - 1          |
| Brühl           | SPAL              | 0 - 2          |
| Neuchâtel Xamax | SPAL              | 0 - 3          |
| Aarau           | Lanerossi Vicenza | 3 - 2          |
| Brühl           | Atalanta          | 0 - 7          |
| Neuchâtel Xamax | Lanerossi Vicenza | 0 - 1          |

## Classifica finale
|                   | V | P | S | GF | GS | PT |
| ----------------- | - | - | - | -- | -- | -- |
| SPAL              | 2 | 0 | 0 | 5  | 0  | 4  |
| Atalanta          | 1 | 1 | 0 | 8  | 1  | 3  |
| Aarau             | 1 | 1 | 0 | 4  | 3  | 3  |
| Lanerossi Vicenza | 1 | 0 | 1 | 3  | 3  | 2  |
| Neuchâtel Xamax   | 0 | 0 | 2 | 0  | 4  | 0  |
| Brühl             | 0 | 0 | 2 | 0  | 9  | 0  |